# Петропавловська волость (Богучарський повіт)
Петропавловська волость — історична адміністративно-територіальна одиниця Богучарського повіту Воронізької губернії з центром у слободі Петропавловка.
Станом на 1880 рік складалася 20 поселень, 9 сільських громад. Населення — 11 072 особи (5424 чоловічої статі та 5648 — жіночої), 1665 дворових господарств.
|                     | Площа, десятин | У тому числі орної, дес. |
| ------------------- | -------------- | ------------------------ |
| Сільських громад    | 24570          | 17670                    |
| Приватної власності | 5696           | 4480                     |
| Іншої власності     | 223            | 211                      |
| Загалом             | 30489          | 22361                    |

Поселення волості на 1880 рік:
- Петропавловка — колишня державна слобода при річках Подгорна й Кріуша за 30 верст від повітового міста, 4929 осіб, 760 дворів, 2 православні церкви, школа, 5 лавок, 2 постоялих двори, 2 ярмарки на рік.
- Красноселовка — колишня державна слобода при річці Подгорна, 3847 осіб, 605 дворів, православна церква, школа, 2 лавки, щорічний ярмарок.

За даними 1900 року у волості налічувалось 37 поселень із переважно українським населенням, 8 сільських товариств, 124 будівлі та установи, 2066 дворових господарств, населення становило 12 117 осіб (6074 чоловічої статі та 6043 — жіночої).
1915 року волосним урядником був Прокіп Осипович Малий, старшиною був Іван Данилович Рибалкін.